# Kershaw (Caroline du Sud)
Pour les articles homonymes, voir Kershaw.
Kershaw est une ville située dans le comté de Lancaster, dans l’État de Caroline du Sud, aux États-Unis. Lors du recensement de 2020, elle comptait 1 693 habitants.